# Трихиаз
Трихиаз (новолат. trichíasis, от др.-греч. θρίξ, род. падеж τριχός — волос) — аномальный рост ресниц в сторону глазного яблока, вызывающий раздражение и травмы роговицы.

## Причины
Трихиаз может быть как врождённым, так и приобретённым в результате исхода заболеваний, приведших к рубцовым изменениям в области волосяных фолликулов (например, при трахоме).

## Лечение
- Хирургическая операция